# Bob Brier
Robert Brier, detto Bob (New York, 13 dicembre 1943), è un egittologo statunitense specializzato in paleopatologia.

## Origini
Nato e cresciuto nel Bronx, a New York, Brier conseguì la laurea presso l'Hunter College dell'Università della Città di New York. Tra il 1966 ed il 1970 fece parte del gruppo di ricerca dell'Institute of Parapsychology (già "Foundation for Research on the Nature of Man") di Durham, nella Carolina del Nord, dove lavorò su libri come Parapsychology Today e Test Your ESP. Discusse una tesi di filosofia presso l'Università della Carolina del Nord a Chapel Hill nel 1970, iniziando ad insegnare alla Long Island University nel 1972. Fu a capo del dipartimento di filosofia dal 1981 al 1996. Fu nominato Senior Research Fellow del C.W. Post Campus nel 2004. Oltre a quanto fatto presso la Long Island University, Brier insegnò anche lingua egizia alla The New School ed egittologia al Webb Institute per molti anni.

## Ricerca
Brier ha condotto ricerche sulla mummificazione in tutto il mondo. Studiò famose mummie come quelle di Tutankhamon, Ramesse II, Lenin, Evita Perón e della famiglia dei Medici.
Nel 1994, con il collega Ronald Wade, direttore dello State Anatomy Board del Maryland, fu la prima persona dopo oltre 2000 anni a mummificare un cadavere con l'antica tecnica egizia. Questa ricerca gli valse l'appellativo di "Mr. Mummy", che ispirò fu l'omonimo special televisivo della National Geographic Society. Brier è stato ospite di numerosi programmi televisivi della TLC Network, tra cui The Great Egyptians, Pyramids, Mummies and Tombs e Mummy Detective. Le sue ricerche sono state pubblicate in Archaeology Magazine, The New York Times, CNN, 60 Minutes e 20/20.
Nel 1999 Brier effettuò una serie di 48 letture intitolate "The History of Ancient Egypt" per conto della The Teaching Company.

## Opere
Oltre alle ricerche già citate, Brier ha scritto numerosi articoli e libri, tra cui:
- "Precognition and the philosophy of science: An essay on backward causation" (1974) ISBN 0-391-00325-9
- "The Glory of Ancient Egypt: A Collection of Rare Engravings from the Napoleonic Expedition" (1990) ISBN 0-8115-4469-9
- "Egyptomania" (giugno 1992) ISBN 0-933699-26-3
- "Egyptian Mummies : Unraveling the Secrets of an Ancient Art" (14 marzo 1996) ISBN 0-688-14624-4
- "The Encyclopedia of Mummies" (settembre 1998) ISBN 0-8160-3906-2
- "The Murder of Tutankhamen" (1º marzo 1999) ISBN 0-425-16689-9
- "The Daily Life of the Ancient Egyptians" (con Hoyt Hobbs) (30 dicembre 1999) ISBN 0-313-30313-4
- The History of Ancient Egypt (2001, letture pubblicate da The Teaching Company)
- Great Pharoahs of Ancient Egypt (2004, letture pubblicate da The Teaching Company)
- "The Secret of the Great Pyramid" (con Jean-Pierre Houdin) (6 ottobre 2008)

Brier ha scritto anche articoli per le riviste KMT, Archaeology ed altre.